# De duivel in Amsterdam
De duivel in Amsterdam is een Nederlandse stomme film uit 1919 onder regie van Theo Frenkel sr. De film is gebaseerd op het Hongaarse toneelstuk Az ördög van Ferenc Molnár. Frenkel baseerde de verfilming echter op de Nederlandse vertaling De Duivel (1915).
Frenkel was van plan de film onder dezelfde titel als die van het Nederlands vertaalde toneelstuk uit te brengen. Een jaar eerder werd echter al de film De duivel (1918) uitgebracht. Om verwarring te voorkomen, werd deze titel veranderd naar De Duivel in Amsterdam. De film ging in première in het Amsterdamse Bioscope-Theater. Tegenwoordig wordt er gedacht dat de film verloren is gegaan.

## Verhaal
De duivel gaat van de hel naar aarde om hier mensen ongelukkig te maken. Hij komt aan in Amsterdam en merkt een armoedig meisje op. Hij heeft in eerste instantie plannen haar te bezaaien met ongeluk, maar wordt tegengehouden door haar begaafdheid, oprechtheid en reinheid. Hij ziet er ook een rijke bankier, die met een jonge schilder bevriend raakt en hem financieel steunt. De duivel beraamt plannen om de drie samen te brengen en ongelukkig te maken. Hij regel dat het meisje haar baan als piano-onderwijzeres opgeeft om gouvernante te worden van de dochter van de bankier.
Het meisje ontmoet op een gegeven moment de jonge schilder, waar ze onmiddellijk als een blok voor valt. De duivel zorgt er echter voor dat de schilder naar Parijs vertrekt voor zijn carrière. Het meisje wordt bedroefd en alleen achtergelaten. Niet veel later wordt de dochter van de bankier aangereden en komt om het leven. De schilder krijgt in Parijs een brief van de bankier, waarin staat dat hij zal trouwen met de gouvernante. De schilder wordt jaloers en zoekt afleiding om zijn wrokgevoelens in bedwang te houden. Dit gaat niet met succes. Na een jaar keert hij terug naar Amsterdam, waar hij een pijnlijke hereniging met het meisje heeft.
De schilder probeert zijn woede in bedwang te houden. Het meisje is inmiddels getrouwd met de bankier, maar kan haar gevoelens voor de schilder niet in bedwang houden. Ondanks de pogingen van de duivel om een liefdesdrama te creëren, weten de drie personen zich te beheersen. Uiteindelijk gaan de schilder en het meisje met elkaar ervandoor. Aan het einde eist de duivel dat de drie mensen na hun dood allemaal naar de hel zullen gaan, voordat hij in rook opgaat.

## Rolverdeling
| Acteur             | Personage                 |
| ------------------ | ------------------------- |
| Eduard Verkade     | De duivel                 |
| Louis Bouwmeester  | Van Rijn, de bankier      |
| Margie Morris      | Thérèse, het meisje       |
| Annie Wesling      | Huisvriendin van Van Rijn |
| Jacques Reule      | Schilder                  |
| Mientje Kling      | Mizzi                     |
| Lily Bouwmeester   | Thérèses zieke zusje      |
| Wiesje Bouwmeester | Van Rijns dochter         |
| Louis Davids       |                           |